# 熱爾班山
47°54′45″N 24°17′55″E / 47.91250°N 24.29861°E

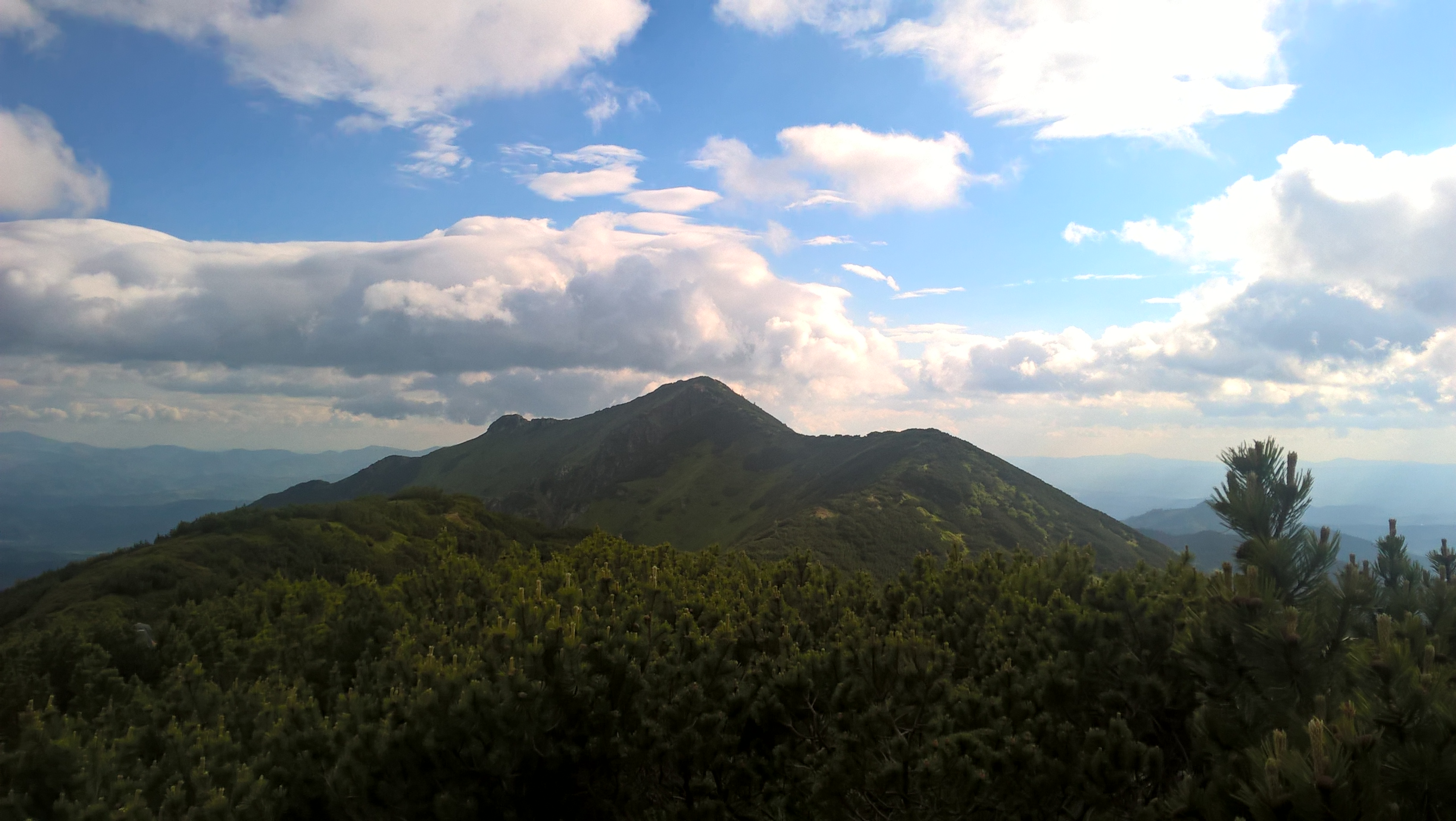

熱爾班山是烏克蘭的山峰，位於該國西部外喀爾巴阡州，處於拉希夫區，屬於烏克蘭喀爾巴阡山脈的一部分，該山峰海拔高度1,793米。